# Jolson
Jolson, nome artístico de Raúl da Silva Pinto, (Idanha-a-Nova, 14 de Junho de 1922 – Almada, 6 de Março de 1995), foi um célebre ilusionista português.

## Biografia
Antes de tornar-se um ilusionista, Jolson trabalhava no escritório de um conhecido advogado na baixa lisboeta, dedicando seu tempo livre à sua paixão. Graças às visitas das companhias de Circo que por ali estacionavam, decidiu criar uma atuação que pudesse ser exibida numa pista redonda, onde o público está situado à volta do artista e não só em frente como em um teatro. Jolson iniciou a sua atividade artística, como profissional, em 1947.
Jolson e Nita era o nome do duo que constituiu com a sua mulher durante 48 anos, como ilusionista.
Conseguia, em 1957, um contrato de vários meses para o mais famoso Circo português chamado Mariano, com um vencimento de quase “treze mil escudos mensais”, uma pequena fortuna para a época. Nesse mesmo ano é convidado para atuar na RTP, o único canal de televisão existente em Portugal na época. A Jolson fica a dever-se o truque das “Raquete/Bolas de ping-pong”, uma produção de bolas de ping-pong, bonita e muito mágica. Em 1958, o seu espetáculo tido como “moderno” merece o interesse do famoso “Berlin Zircus” de Christoforo Cristo, que contrata Jolson por um período de 12 meses, seguindo-se constantes transferências que o levaram às pistas do “Circus Carl Busch” da Alemanha ao “Circus Jas Mullens” da Holanda. Em 1961 percorre a Itália de ponta a ponta como atração visual do “Circo Palmiri-Benneweis”, merecendo a atribuição da Medalha de Ouro de Mérito Artístico, pela “Entre Nazional Circhi” e mais tarde nova Medalha de Ouro de Mérito Artístico atribuída pelo “Circo de Césare Togni” onde atuou durante cinco anos. França, Áustria, Noruega, Bélgica, Marrocos, foram outros destinos de Jolson, que em 1985 integrado na companhia do “Circo sobre o Gelo”, mostrou os seus méritos mágicos nas Canárias, Baleares e Gilbraltar. Jolson beneficiou de uma excelente “partenaire” Nita, sua esposa que não se limitava a ser figurante em pista. Ela, Nita, intervinha como “mágica” na execução de alguns truques, impondo-se com charme e natural elegância. Em 1974 juntou-se ao grupo a nora Eulália Rossi que viria a dar o seu contributo à atuação. A confirmação da excelência de Jolson, como Ilusionista, está na sua presença em programas de televisão dos Estados Unidos, Itália, Espanha, França, Noruega, Inglaterra e, naturalmente, em Portugal. Regressando às origens, Jolson dá por terminada a sua carreira, em 1988, no “Circo Chen”. Raul da Silva Pinto o Ilusionista Jolson, viria a falecer em Março de 1995. Quinze dias antes do seu falecimento ainda foi entrevistado, por Luís de Matos em seu programa televisivo na RTP1. 
Ao longo da sua carreira, foi distinguido com medalhas de mérito concedidas por várias entidades, tais como empresas de espetáculo e Associações de Ilusionismo entre outras.  Em 1988 foi-lhe atribuída pelo então presidente do Sport Lisboa e Benfica, João Santos, a medalha do Congresso do clube.

## Resumo das atividades artísticas de Jolson
1960     Circus Carl Bush Alemanha
1960     Circus Jos Mullens Holanda
1961     Circo Palmiri-Benneweis Itália
1962     Circo Palmiri-Benneweis Itália
1963     Circo Palmiri-Benneweis Itália
1963     Circus Benneweis Dinamarca
1964     Circus Barum Alemanha
1965     Circus Barum Alemanha
1966     Circus Barum Alemanha
1967     Circus Barum Alemanha
1968     Circus Carl Althoff Alemanha
1969     Circo Óscar Togni Itália
1970     Circo Óscar Togni Itália
1971     Circo Cesare Togni Itália
1972     Circo Cesare Togni Itália
1973     Circo Cesare Togni Noruega
1974     Cirque Sabine Rancy França
1975     Cirque Sabine Rancy França
1976     Circus Merano Noruega
1976     Gala de La Voix du Nord França
1977     Circo Embel-Riva Jugoslávia
1978     Cirque Amar França
1979     Cirque Amar França
1980     Cirque Amar França
1981     Cirque Amar França
1982     Cirque Amar Marrocos
1983     Circus Corty Althoff Alemanha
1984     Circus Corty Althoff Alemanha
1985     Circus Corty Althoff Alemanha
1986     Circo Russo de Angel Cristo Espanha